# ГЕС Карібу-Фолс
ГЕС Карібу-Фолс — гідроелектростанція у канадській провінції Онтаріо. Знаходячись після ГЕС Маніту, становить нижній ступінь каскаду на річці Інгліш, яка на ділянці між ГЕС Whitedog Falls та ГЕС Pointe du Bois впадає праворуч до річки Вінніпег (одна з основних приток озера Вінніпег, котре річкою Нельсон дренується до Гудзонової затоки).
Інгліш на виході з озера Umfreville перекрили бетонною гравітаційною греблею висотою 24 метри, створений якою підпір утримує водосховище з площею поверхні 206,8 км2 та об'ємом 1950 млн м3.
Сполучений з лівобережною частиною греблі машинний зал обладнали трьома пропелерними турбінами потужністю по 25,7 МВт, при цьому станом на другу половину 2010-х загальна потужність станції рахувалась вже як 91 МВт.